# 1939年太平洋颱風季
| 太平洋颱風季             |
| 主題頁 - 專題 - 編輯指南 |

1939年太平洋颱風季泛指在1939年內於赤道以北及國際換日線以西的太平洋水域，以及南中國海所產生的熱帶氣旋。虽台风季包含全年内任何时段形成的台风，大部分於西北太平洋的熱帶氣旋都會於五月至十一月期間形成。
本條目的範圍僅侷限於赤道以北及國際換日線以西的太平洋及南中国海的水域。於赤道以北及國際換日線以東的太平洋水域產生的風暴則被稱為颶風，並被列入1939年太平洋颶風季。在西太平洋產生的熱帶風暴是由聯合颱風警報中心命名，國際編號為39xx。1939年的风暴由美国国家气象局进行追踪，并在《每月天气评论》内“远东台风和低压区”一栏中发布。由于《每月天气评论》只记录在东经150°以西形成的热带气旋，某些台风可能未能在官方纪录中出现。加上二次世界大战太平洋战争的影响，当年缺乏卫星和船只的台风报告，气象局很有可能忽略短暂或只属轻微程度的台风。
据纪录，1939年总共出现29个热带气旋，其中24个达到台风級別。十一月的一个台风是全年造成最多人命伤亡的风暴，在横过菲律宾时导致49人死亡。1939年的热带气旋造成至少151人死亡，12人失踪或下落不明。
以下各熱帶氣旋資訊以熱帶氣旋存在期間的最強形態為準。

## 熱帶氣旋
在1939年，共形成了29個熱帶風暴，其中有24個增強為颱風。

### 熱帶低氣壓 1
2月3日，美國氣象局在距離雅蒲島約250英里（400公里）處首度監測一個低壓區。它穩定地向西移動，直到2月7日在菲律賓棉蘭老島東方約200英里（320公里）處停滯不動，直到兩天后轉向西北方向穩定移動。2月12日，此低壓區登陸薩馬島，期間錄得1,006.0 百帕（29.71 英寸汞柱）的氣壓。風暴其後向北移動，再轉向東北方向。風暴的最後位置在2月16日監測，當時它正加速前往阿留申群島。它給菲律賓帶來大雨，在北蘇裏高省廣泛地區造成洪水泛濫。
它有否增強成為熱帶風暴直至目前為止仍不確定。

### 颱風 2
4月29日，美国气象局在雅蒲岛南方约300英里（480公里）侦测到一个低压区。它向西移动，随后转北，再向西北偏西移动，并于5月2日在菲律宾东面增强为热带低气压。在5月3日早上，它增强为热带风暴並登陆萨马岛，隨後吹袭马斯巴特省。5月5日，它穿过吕宋岛北部之后，加速向东北移动，穿过吕宋海峡。在5月7日，它增强为台风。当它位於日本以南之時，一艘在名古屋南方290英里（465公里）的船測得了最低气压986百帕。它沿距日本海岸线约100英里（160公里）的路径移动时减弱，最终在5月9日向东北移动时最后一次被监测到。
它给菲律宾群岛东部带来了大风。共90名渔民遭遇了风暴，一人溺斃，11人在风暴过去约一个月后仍然失踪。日本南部錄得烈風级的持續風速。

### 颱風 3
一熱帶低氣壓於5月26日在南海北部形成。初期此低氣壓向較西北方向移動，然後轉向東北並於5月28日在海南島東面迅速發展成為颱風。颱風緩慢地移動，直至在5月30日轉向西移動並於翌日在中國南部登陸。
有船舶錄得強風、巨浪以及大雨，更有一艘船隻記錄出颱風最低氣壓為994百帕斯卡（29.35英寸汞柱）。在陸地上，香港一氣象站錄得最低氣壓約1,000百帕斯卡（29.53英寸汞柱），並有輕微的風。該次風暴沒有傷亡報告。

### 颱風 4
7月7日，在沖繩那霸東方645公里處首次觀測到此熱帶性低氣壓，此低氣壓往西北移動。隔日，低氣壓接近大島，當地觀測站測得最高風速每小时105公里，氣壓978.0百帕斯卡，並根據此數據將此熱帶氣旋上修為颱風。颱風在進入黄海後往東北移動，最後在北韓登陸，後向東方移動。該低氣壓在7月12日最後一次在太平洋開放海域被觀測到。

7月的颱風與氣旋帶來大雨及洪水，在菲律賓造成兩死，以及大量的財物損失。

### 颱風 5
7月7日，此熱帶性低氣壓在菲律賓東方約400公里處形成，初時往西北移動。在增強為颱風後，繼續往北北東移動，在7月10日轉往西北方向前進。颱風經過东，於7月12日在上海附近登陸，當地測得風速每小时130公里，氣壓992.0百帕斯卡。該風暴在登陸後強度不斷下降，並持續往西部移動，並在7月13日最後一次被觀測到。此次颱風導致上海至少6人死亡。

### 颱風 6
7月10日，一個颱風在呂宋北部約120公里處迅速發展，最初向西北方向移動，一天後轉向東北方向移動。 颱風經過呂宋海峽後，再次轉向西北方向移動，在台灣北部登陸。之後，颱風在中國東南部登陸，颱風在7月17日於距離海邊約800公里（500英里）消散。途經香港的船舶測得氣壓為997.0百帕斯卡（29.44英寸汞柱），風速超過每小時40公里（每小時65公里）。 在呂宋西部的一個監察站測得輕微的風。

### 颱風 8
7月20日，一個熱帶低氣壓形成於菲律賓和馬里亞納群島之間。它最初向西北移動後，在海上停滯了兩天，後來轉向東北偏北移動。風暴在不久之後就增強成颱風，然後經過琉球群島，之後它急劇向西轉。在七月二十七日在東海迅速消散。沖繩那霸市的一個監察站測得氣壓999.0百帕斯卡（29.50英寸汞柱），另外一個在琉球群島的監察站測得風速約每小時32公里（每小時20英里）。

### 颱風 9
一個颱風在7月22號被首次發現，它在台灣東部約1125公里（700英里）迅速向北移動。 稍後轉向西北移動，經過日本的九州島南部。 之後颱風轉向西移動，穿越黃海，在中國的山東省登陸，於7月25日消散。在琉球群島的監察站測得氣壓為997.0百帕斯卡（29.44英寸汞柱），博羅季諾島上的一個監察站測得了風速約為每小時24公里（每小時15英里）。

### 颱風 10
7月22日，在台灣海峽形成了一個小型颱風。 最初向西北移動，然後轉向東北方向移動，在7月24日消散。船舶測得的氣壓為995.0百帕斯卡（29.38英寸汞柱），風速約為55公里/小時（35英里/小時）。

### 颱風 11
7月25日，在西太平洋的一個低壓地區組織成熱帶低氣壓。初時向西北方向移動，並於7月27日逐漸增強成為颱風。在西轉後，逐漸轉向北移動。8月1日上午，颱風在台灣以東約250公里（400公里）加速並轉到東北部。 8月3日抵達琉球群島後，這個颱風停了下來，轉向西北方向移動，翌日又轉向東移動，移向日本南部。在8月6日消散。 菲律賓的一個監察站測得氣壓996.0百帕斯卡（29.41英寸汞柱），另外一個監察站測得風速為每小時110公里（68英里）。

### 颱風 12
7月28日，馬里亞納群島附近海域的一個熱帶低氣壓形成一個低壓區。向西北移動，並於數小時後發展迅速增強為一個颱風，之後位於約離形成區400公里（250英里），位置是小笠原群島南部。
7月31日，改變移動方向成往西後，颱風又向北急轉彎，隨後一轉至東北偏東。
8月2日，通過小笠原群島，然後轉向西北，並停止其向前運動。
8月6日颱風侵襲小笠原群島後，轉向東北的日本北海道島。
8月8日於西太平洋海面消散。
船舶在颱風中心通過時記錄的資訊：大氣壓力 960.0百帕 （汞柱28.35英寸）和風速超過88公里/小時（55英里/小時）。本次台风造成的损失，還是個未知數。

### 熱帶低氣壓 13

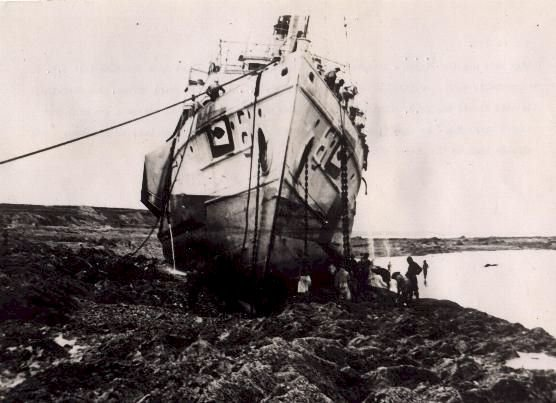
USS Pigeon grounded on China from September typhoon

9月12日，在關島以南約480公里（300英里）的海域形成一個熱帶低氣壓。不排除它向西北方向移動。
9月16日，在菲律賓以東約600英里（965公里）的海面迅速減弱，最後消散。本次颱風並無登陸。

### 颱風 14
9月17日，在中國南海形成了一個熱帶低氣壓。之後它向西移動，並增強為颱風。
9月19日，風暴登陸於越南峴港，隨後消散。本次颱風氣象細節是不可取得的，因為本次颱風路徑已進入第二次世界大戰的太平洋戰區。

### 颱風 15
9月18日，大約關島以西250英里（400公里），一個熱帶擾動組織成一個熱帶低氣壓。低氣壓慢慢地增強，因為它大體上向西北移動，由9月21日達到颱風狀態，而位於菲律賓呂宋島阿帕裡以東。後不久加強成颱風，風暴轉向東北和日本南部海岸線短距離離岸。最後觀察到9月24日。它的影響是未知的。

### 颱風 16
在9月的最後一周，大氣壓力相對較低，中國和南海的局部環流天氣在9月27日形成一個熱帶低氣壓并迅速加強为颱風狀態，9月30日在峴港以南的越南東部登陸。登陸後風暴迅速減弱，只有次日輕微的颱風的痕跡。菲律賓北部一站測得1,000.0百帕斯卡（汞29.53英寸）和記錄其最終登陸站附近的位置的壓力，風速約50英里（80公里/小時）。傷害是未知之數。

### 颱風 17
10月3日在關島東南500英里（800公里）被監測到，可能是在加羅林群島東部形成的熱帶擾動或熱帶低氣壓。該系統逐步加強為颱風狀態，往西北偏西移動。 10月7日，颱風轉向西北移動通過呂宋海峽南部，經過約30英里（48公里）後在10月9日菲律賓巴丹省巴斯科西南部登陸。在不利條件下的颱風在隨後的日子裡穩步減弱了，並在10月12日在台灣海峽南部消散。颱風的最小壓力是957.0百帕（28.26英寸汞柱）在巴斯科錄得風速超過75英里每小時（120公里/小時）的风速。據報導，台风造成的損毀輕微，並沒有造成人员死亡。

### 颱風 18
10月7日在關島東北部首次發現熱帶低氣壓。它首先向西北移動，穩步增強，很快便增強為颱風。 幾天後，它開始減弱，同時逐漸轉向東北方向移動，10月13日，變成了温帶氣旋。 一艘前往菲律賓的船舶測得氣壓為995.0百帕斯卡（29.38英寸汞柱），風速約為80公里/小時（50英里/小時）。

### 颱風 19
10月10日，在關島以南約300英里（480公里）處觀測到一個熱帶低氣壓。 最初在西北偏西移動，並於10月11日增強為颱風，同時，這個颱風短暫向西南方向移動。10月12日，颱風轉向西北方，幾天後又轉向北方，當時它位於菲律賓巴丹省以東約150英里（240公里）。 經過琉球群島後，它轉向東北方向和向東移動，逐漸減弱。10月17日，它在太平洋上空轉向東南方向並消散。 一艘在10月15日途經香港的船舶在台灣以東地區錄得氣壓968.0百帕斯卡（28.59英寸汞柱）和錄得風速超過每小時120公里（75英里每小時）的風速。 這個颱風造成日本33人死亡。

### 熱帶風暴 21

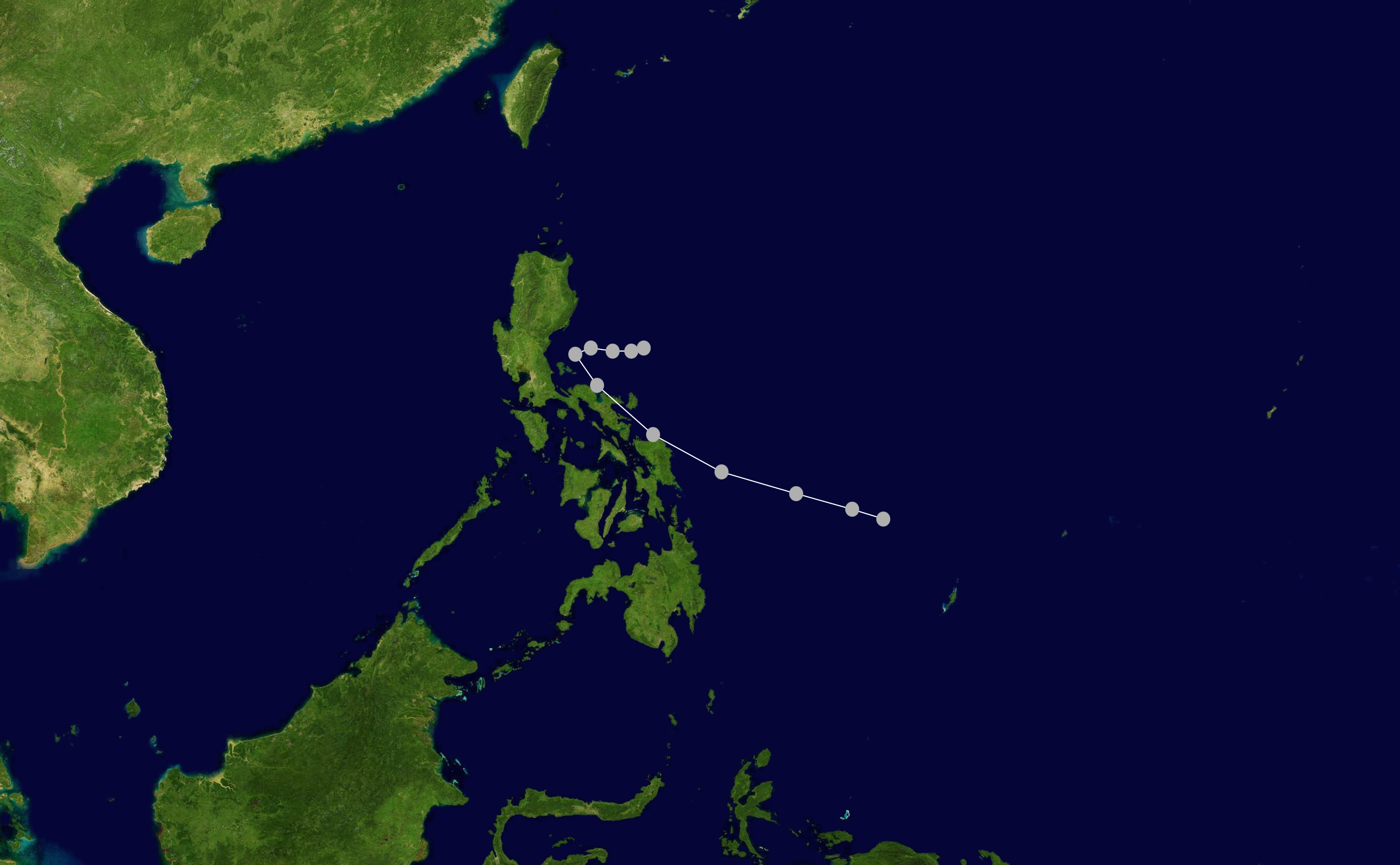
颱風 21 路徑圖

11月4日一個位於棉蘭老島的大約300英哩（480千米）處東邊的熱帶擾動或熱帶低氣壓形成。它迅速向西北偏西移動，在襲擊了菲律賓薩馬島後沒有進一步加強。穿過群島以後，11月5日晚風暴進入了中國南海，並逐漸減弱，直至11月9日消散於接近台灣西南部的地區。拉古納省聖克魯斯的站錄得997.0壓力百帕（29.44英寸汞柱），在菲律賓至少一個站報告熱帶風暴強風。從國別報告表明它是一個潛在的颱風，雖然氣象學家決定是不是由於相對較高的壓力和缺乏顯著對流中心的西南。本次热带气旋带来的损失是未知的。

### 熱帶低氣壓 22
11月6日，在東大堡以東約1300公里的海域形成一個熱帶性低氣壓。隨後它向西北移動。
11月11日，日本氣象廳在天氣圖上移除該系統。

### 颱風 23

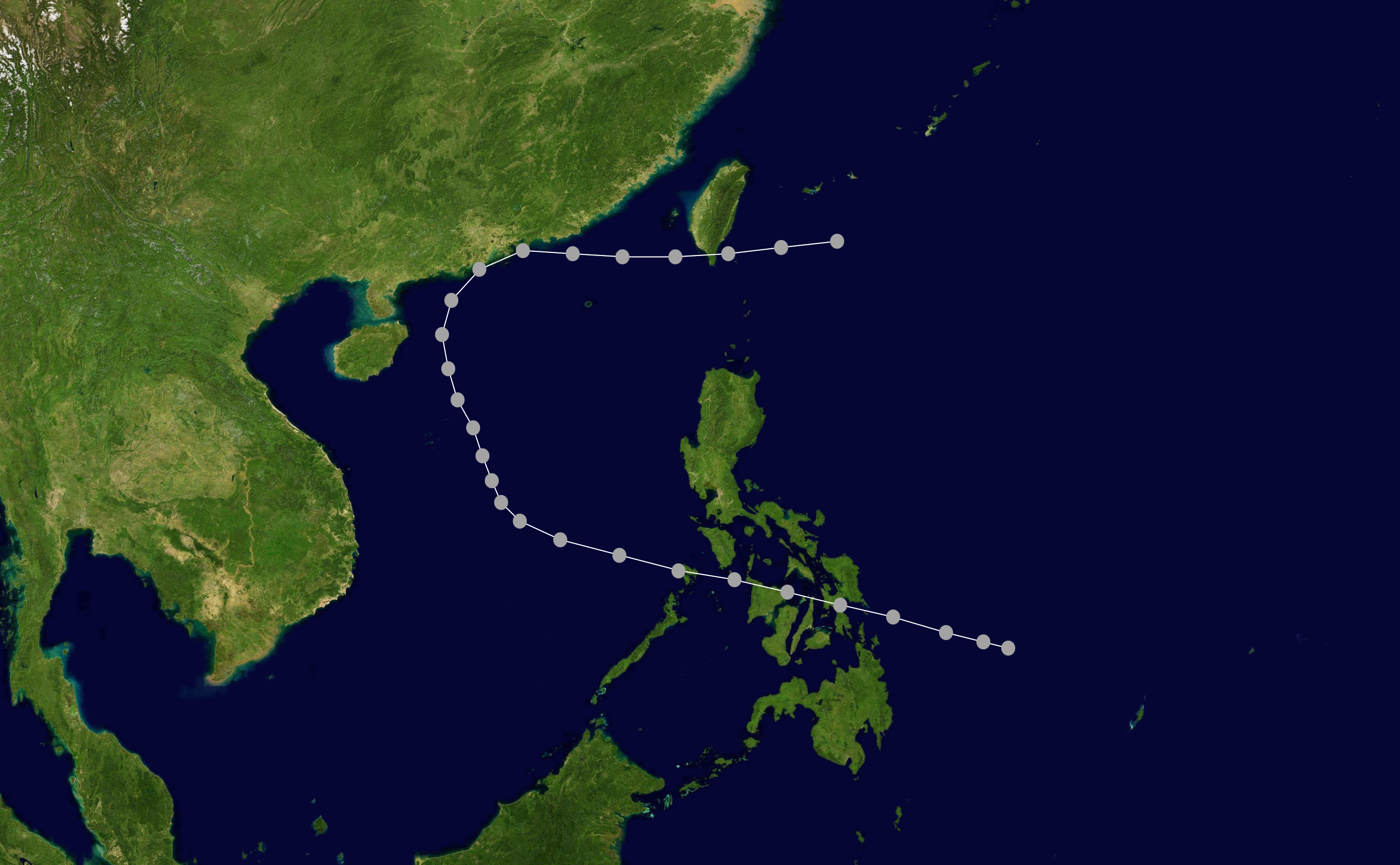
颱風 23 路徑圖

1939年11月18日，一股熱帶低氣壓在棉蘭老島以東被發現，一直增強並向西北方向移動，並在19日橫掃薩馬島和萊特島前增強成颱風。其後該颱風大致保持向西移動直到在22日到達南中國海西，靠近海南島以東海域。其後，一道冷鋒把該颱風轉向東北，導致颱風在南中國海西部回轉至東北向的現象發生。在11月24日該颱風經過澳門，並在兩小時後由西向東其風眼直接穿過香港。其後東北季候風的冷空氣南下，此颱風開始轉化為溫帶氣旋，並繼續向東北移動橫過南中國。此風暴在橫過台灣海峽時逐步減弱，並在26號消散前登陸過台灣。

### 颱風 25
11月29日，在東大堡東南偏東約1600公里的海域形成一個熱帶性低氣壓。隨後它向西北移動。
12月2日下午，該系統在薩馬島東面登陸，並逐漸減弱。隨後它向西北偏北移動。
12月7日，日本氣象廳在天氣圖上移除該系統。

### 颱風 26

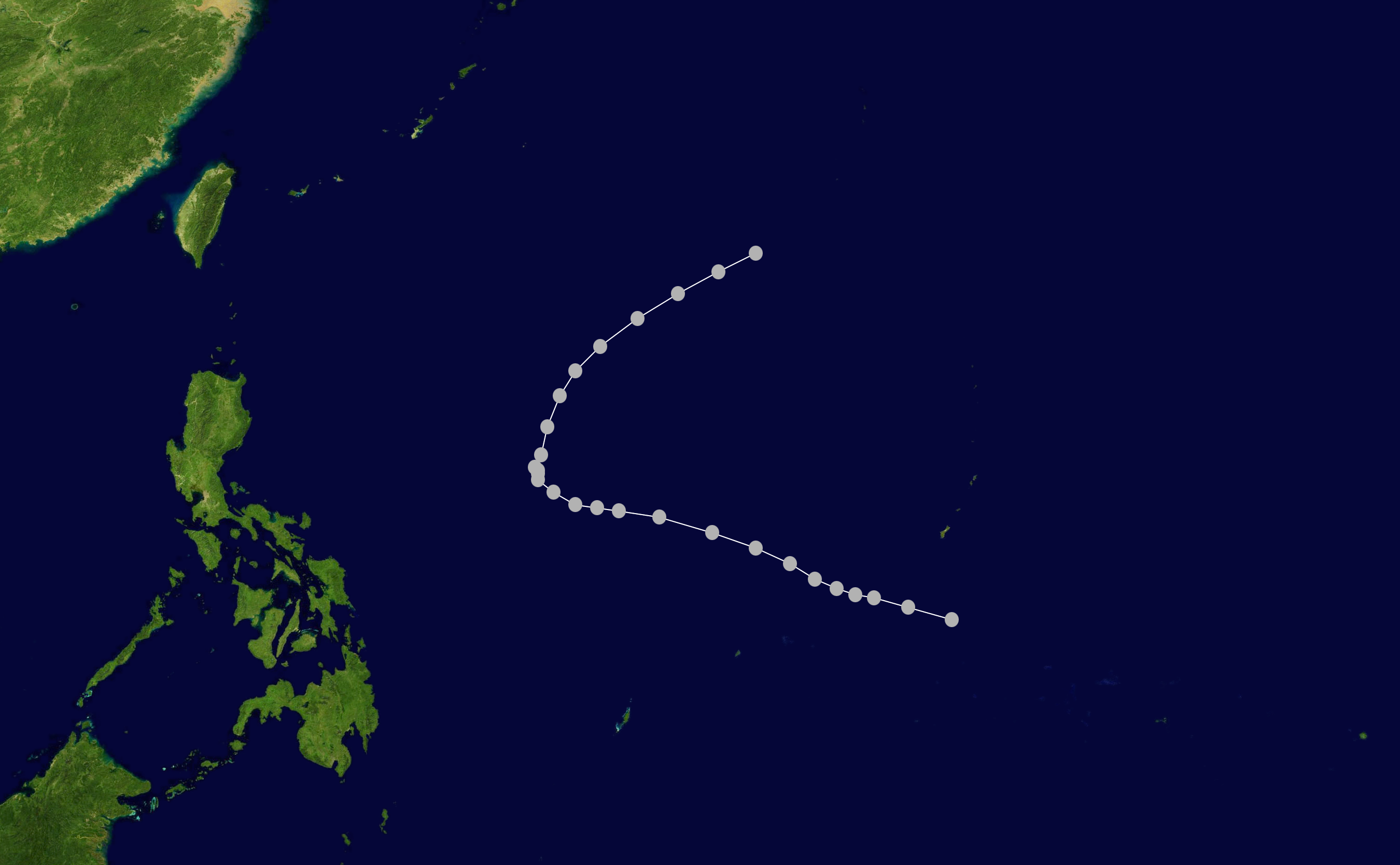
颱風 26 路徑圖

### 颱風 27

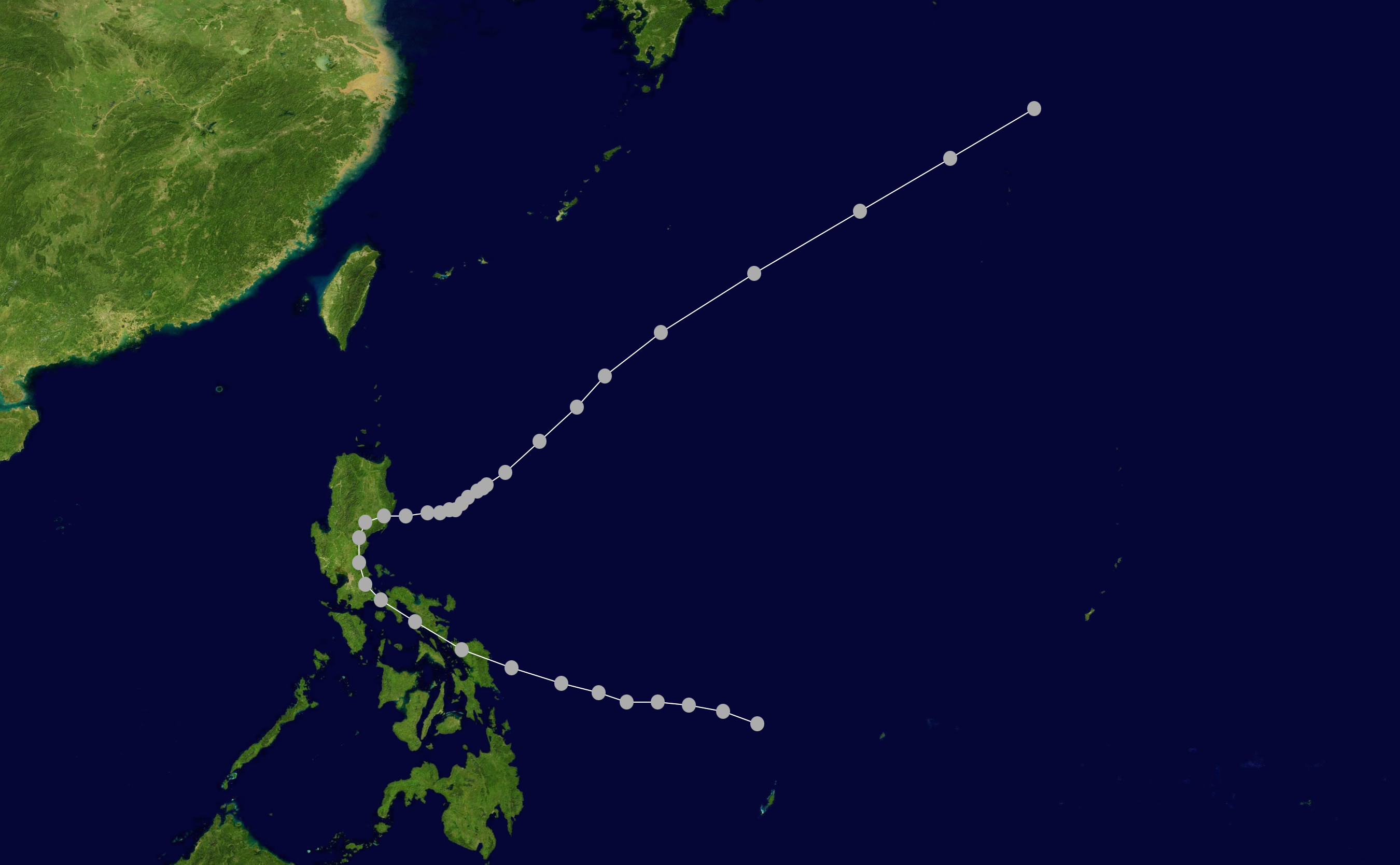
颱風 27 路徑圖

### 颱風 28

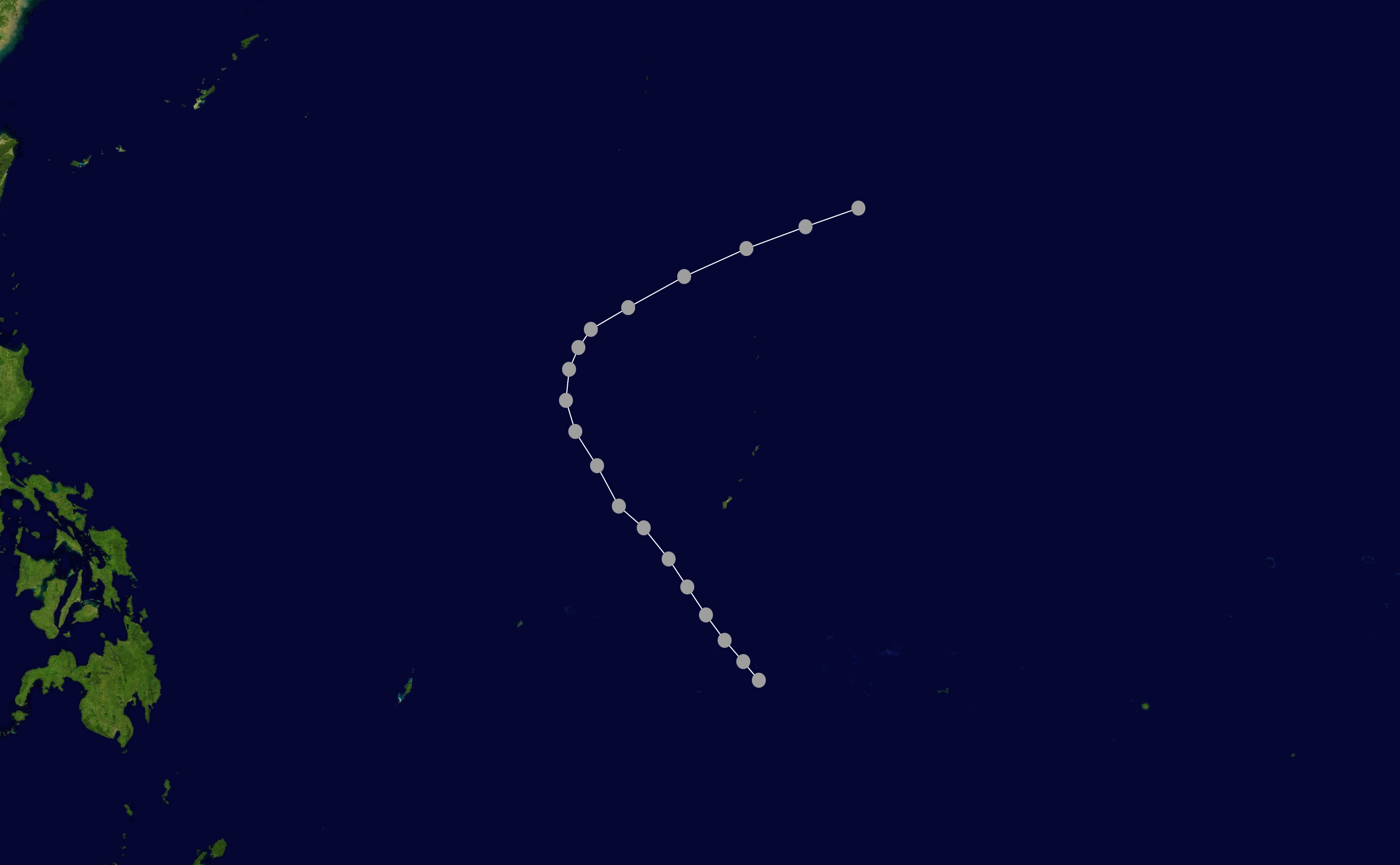
颱風 28 路徑圖

## 颱風季總結圖
以下時間線列出本年度的颱風生成及消散時間，而各風暴的詳情可參見上面的章節。
1939-1950年台风有台湾负责预报命名